# Kōhei Takahashi
Kōhei Takahashi (japanisch 高橋 耕平 Takahashi Kōhei; * 20. September 1999 in Hokkaidō) ist ein japanischer Fußballspieler.

## Karriere
Kōhei Takahashi erlernte das Fußballspielen in der Schulmannschaft der Muroran Ohtani High School sowie in der Universitätsmannschaft der Sapporo University. Seit dem 21. September 2021 ist Takahashi an den AC Nagano Parceiro ausgeliehen. Der Verein aus Nagano, einer Stadt in der gleichnamigen Präfektur Nagano im Zentrum von Honshū, spielt in der dritten japanischen Liga, der J3 League. Sein Drittligadebüt gab Kōhei Takahashi am 17. Oktober 2021 (23. Spieltag) im Heimspiel gegen den Fujieda MYFC. Hier wurde er in der 61. Minuta für Hiroshi Azuma eingewechselt. Fujieda gewann das Spiel 3:0. Für Nagano absolvierte er 2021 zwei Drittligaspiele. Nach der Ausleihe wurde er von Nagano am 1. Februar 2022 fest unter Vertrag genommen. Nach 31 Ligaspielen wechselte er im Januar 2025 zu dem ebenfalls in der dritten Liga spielenden Vanraure Hachinohe.